# Traveling Wilburys
Traveling Wilburys – zespół rockowy założony w Los Angeles w 1988 roku przez George’a Harrisona, będący jedną z najpopularniejszych supergrup.
W skład zespołu, oprócz Harrisona, wchodzili: Bob Dylan, Roy Orbison, Tom Petty oraz Jeff Lynne. Muzykami sesyjnymi byli: Dhani Harrison, Jim Keltner, Gary Moore, Jim Horn, Ray Cooper oraz Ian Wallace.
Początkowo Harrison zaprosił swoich przyjaciół, aby w domowym studiu nagraniowym Dylana spotkać się w celu nagrania strony B singla „This Is Love”, promującego album Cloud Nine. W ten sposób powstał utwór Handle with Care. Artyści zdecydowali się nagrać cały album, przenieśli się do domowego studia Dave’a Stewarta i postanowili komponować i nagrywać jedną piosenkę dziennie (ponieważ Dylan musiał niedługo wyruszyć w trasę koncertową). Ostateczny kształt piosenkom nadano w domowym studiu Harrisona w Anglii. W październiku 1988 roku ukazał się album Traveling Wilburys Vol. 1, wyróżniony następnie nagrodą Grammy. 6 grudnia 1988 roku, tuż przed wylotem na plan teledysku Traveling Wilburys, na zawał serca umarł Roy Orbison. Po jego śmierci, w 1990 roku, zespół nagrał drugi album, zatytułowany Traveling Wilburys Vol. 3.
Najbardziej znane utwory zespołu są dwie kompozycje Harrisona: „Handle With Care” oraz „End of the Line”. Członkowie grupy wielokrotnie współpracowali ze sobą wcześniej - Harrison na początku swojej kariery koncertował z Orbisonem; był też bliskim przyjacielem Dylana. Lynne jako wielki fan The Beatles uczestniczył w solowych projektach Harrisona jako producent. Petty wiele koncertował z Dylanem, a Lynne współpracował przy wielu innych projektach członków zespołu, w owym czasie m.in. Cloud Nine Harrisona, Mystery Girl Orbisona, a przede wszystkim Full Moon Fever Petty’ego, często określanej mianem Traveling Wilburys Vol. 2, jako że grali tam gościnnie wszyscy członkowie zespołu, jedynie prócz Dylana.
W listopadzie 2001 roku, z powodu nowotworu płuc, zmarł Harrison. Na koncercie poświęconym pamięci Harrisona, Concert for George, Tom Petty, Jeff Lynne oraz syn George’a, Dhani, zaśpiewali piosenkę zespołu Traveling Wilburys – „Handle with Care”, co było pierwszym publicznym wykonaniem tego utworu.
2 października 2017 roku z powodu rozległego zawału serca zmarł Tom Petty.

## Albumy
- 1988: Traveling Wilburys Vol. 1
- 1990: Traveling Wilburys Vol. 3